# Holothuria altaturricula
Holothuria altaturricula is een zeekomkommer uit de familie Holothuriidae.
De wetenschappelijke naam van de soort werd in 1984 gepubliceerd door Gustave Cherbonnier & J.P. Féral.